# Carlos (equipo ciclista)
El equipo Carlos fue un equipo ciclista belga que compitió profesionalmente entre el 1975 y el 1979.

## Principales resultados
- Tres días de Flandes Occidental: Christian De Buysschere (1976)
- Le Samyn: Dirk Baert (1976)
- Heraldo Sun Tour: John Trevorrow (1979)
- Gran Premio del 1r de mayo: Dirk Baert (1979)

### A las grandes vueltas
- Vuelta a España
  - 0 participaciones

- Tour de Francia
  - 0 participaciones

- Giro de Italia
  - 1 participación (1979)
  - 0 victorias de etapa: